# Jezioro Leleskie
Jezioro Leleskie, Leleszki (niem. Lehlesker See) – jezioro w Polsce położone w województwie warmińsko-mazurskim, w powiecie szczycieńskim, w gminie Pasym.

## Dane
- Powierzchnia – 423,5 ha
- Powierzchnia wysp – 5,5 ha
- Głębokość maksymalna – 49,5 m
- Typ – sielawowe
- Jezioro otwarte:
  - wypływa struga do jeziora Kiepunek (a dalej do Kalwy)
  - wpływa struga z jeziora Kruninek (a wcześniej z Elganowca)

## Opis
Jezioro wydłużone ze wschodu na zachód składa się z dwóch akwenów: wschodniego – większego i zachodniego – mniejszego. W środkowej części jeziora jest półwysep, zwężający je do 0,5 km, naprzeciwko istnieje długa, zalesiona wyspa i kilka mniejszych. Brzegi akwenu są na przemian płaskie lub strome, okolica jest pagórkowata. Otaczają je łąki i pola, a od wschodniego brzegu las. Zachodnie brzegi są podmokłe. Na południu jeziora jest wieś Leleszki, a w pobliżu niej znajduje się Rezerwat Sołtysek. Kilkaset metrów na północ jest wieś Elganowo. Na południu jezioro zbliża się do drogi krajowej nr 53, na wschodzie jest gruntowa droga między wsiami Grom i Elganowo, a na północy gruntowa między Pasymiem, a Elganowem.
Jezioro przylega do drogi krajowej nr 53 między Szczytnem a Olsztynem i tędy najłatwiej dojechać. Jezioro jest w połowie drogi między Pasymiem a Gromem. Do samego jeziora można dostać się licznymi drogami gruntowymi odchodzącymi od szosy i od wsi Leleszki i Elganowo.

## Turystyka
- Nurkowanie

Jezioro bardzo głębokie, o doskonałej przejrzystości wody. Jest częstym obiektem nurkowania, organizowane są tu obozy nurkowe.
- Wędkarstwo

Jezioro sielawowe. Występuje głównie: sielawa, leszcz, płoć, okoń, szczupak, węgorz. Średnio zasobne w ryby.
- Rekreacja i biwaki

Woda niezwykle czysta, wiele dzikich plaż i pomostów. Z powodu wymiarów zbiornik wolno się nagrzewa, ale mimo wszystko jest atrakcyjny. Liczne pola biwakowe, najwięcej na wschodnim brzegu.
- Pływanie

Jezioro łączy się z Kalwą i jest to często uczęszczany szlak kajakowy. Kajaki można wypożyczać na polach biwakowych. Z powodu wymiarów jezioro doskonale nadaje się też do pływania żaglówkami.